# Giuseppe Pontiggia
Giuseppe Pontiggia (né le 25 septembre 1934 à Côme, Lombardie et mort le 27 juin 2003 à Milan) est un écrivain et critique littéraire italien, lauréat du prix Strega en 1989 et associé à la « Génération des années trente ».

## Œuvre

### Essais
- Il giardino delle Esperidi, Adelphi, 1984
- Le sabbie immobili, Il Mulino, 1991
- L'isola volante, Mondadori, 1996
- I contemporanei del futuro, Mondadori, 1998
- Prima persona, Mondadori, 2002

### Romans et essais
- La morte in banca, Leonardo Editore, 1959
- L'arte della fuga, Adelphi, 1968 et 1990 corrigé
- Il giocatore invisibile, Mondadori, 1978
- Il raggio d'ombra, Mondadori, 1983
- La grande sera, Mondadori, 1989
- Vite di uomini non illustri, Leonardo Editore e Mondadori, 1994
- Nati due volte, Mondadori, 2000
- Prima persona, Mondadori, 2002
- Il residence delle ombre cinesi, Mondadori, 2003 (posthume)

Nés deux fois (it) (Nati due volte) a été librement adapté au cinéma par Gianni Amelio en 2004 sous le titre Les Clefs de la maison.